# Rajd Piancavallo 1995
16. Rajd Piancavallo (16. Rally Piancavallo) – 16 edycja rajdu samochodowego Rajdu Piancavallo rozgrywanego we Włoszech. Rozgrywany był od 9 do 12 listopada 1995 roku. Była to pięćdziesiąta druga runda Rajdowych Mistrzostw Europy w roku 1995 (rajd miał najwyższy współczynnik - 20) oraz ósma runda Rajdowych Mistrzostw Włoch.

## Klasyfikacja rajdu
| Miejsce                                        | Kierowca                                       | Pilot                                          | Samochód                                       | Czas                                           | Strata                                         |                                                |
| Klasyfikacja generalna, ERC i mistrzostw Włoch | Klasyfikacja generalna, ERC i mistrzostw Włoch | Klasyfikacja generalna, ERC i mistrzostw Włoch | Klasyfikacja generalna, ERC i mistrzostw Włoch | Klasyfikacja generalna, ERC i mistrzostw Włoch | Klasyfikacja generalna, ERC i mistrzostw Włoch | Klasyfikacja generalna, ERC i mistrzostw Włoch |
| ---------------------------------------------- | ---------------------------------------------- | ---------------------------------------------- | ---------------------------------------------- | ---------------------------------------------- | ---------------------------------------------- | ---------------------------------------------- |
| 1.                                             | Gianfranco Cunico                              | Stefano Evangelisti                            | Ford Escort RS Cosworth                        | 3:33:36                                        | 0.0                                            |                                                |
| 2.                                             | Piero Longhi                                   | Luigi Pirollo                                  | Ford Escort RS Cosworth                        | 3:34:56                                        | +1:20                                          |                                                |
| 3.                                             | Fabrizio Tabaton                               | Loris Roggia                                   | Toyota Celica GT-Four (ST205)                  | 3:35:33                                        | +1:57                                          |                                                |
| 4.                                             | Alessandro Fiorio                              | Vittorio Brambilla                             | Lancia Delta HF Integrale                      | 3:40:06                                        | +6:30                                          |                                                |
| 5.                                             | Piero Liatti                                   | Alessandro Alessandrini                        | Subaru Impreza 555                             | 3:40:52                                        | +7:16                                          |                                                |
| 6.                                             | Diego Oldrati                                  | Simona Mantovani                               | Renault Clio Williams                          | 3:50:54                                        | +17:18                                         |                                                |
| 7.                                             | Bruno Bentivogli                               | Ilaria Hedinger                                | Ford Escort RS Cosworth                        | 3:53:17                                        | +19:41                                         |                                                |
| 8.                                             | Piergiorgio Bedini                             | Luca Bonvicini                                 | Ford Escort RS Cosworth                        | 3:54:17                                        | +20:41                                         |                                                |
| 9.                                             | Marco Ascheri                                  | Giovanni Agnese                                | Renault Clio Williams                          | 3:58:52                                        | +25:16                                         |                                                |
| 10                                             | Adriano Scalcon                                | Fabrizio Alloro                                | Ford Escort RS Cosworth                        | 4:07:28                                        | +33:52                                         |                                                |